# カイ・ヴェステルベリ
カイ・ヴェステルベリ（Caj Westerberg、1946年6月14日 - ）は、フィンランドの詩人。

## 人物
1946年、ポルヴォーに生まれる。1964年から1965年にかけてアメリカに留学し、船乗りや書店員などを経験。1967年、詩集『幸せそうに愚痴をこぼしながら』でデビュー。シルッカ・トゥルッカ同様、ほとんど詩作のみに専念している。フィンランド政府文学賞、フィンランド政府翻訳家賞を受賞。
都市生活を否定する田園志向と反骨精神にあふれたアフォリズムが特徴であり、フィンランドにおける「怒りの詩人」と評される。